# 花溪镇
花溪镇，是中华人民共和国四川省眉山市洪雅县曾经下辖的一个镇。2019年12月，撤销花溪镇，将其所属行政区域划归柳江镇管辖。

## 行政区划
花溪镇撤销前下辖以下地区：
唐坝社区、唐坝村、黄龙村、郭沟村、兴胜村、张沟村、鲜沟村、余沟村和孔坝村。